# Saint-Héand
Saint-Héand ist eine französische Gemeinde mit 3.684 Einwohnern (Stand: 1. Januar 2022) im Département Loire in der Region Auvergne-Rhône-Alpes. Sie gehört zum Arrondissement Saint-Étienne und zum Kanton Sorbiers. Die Einwohner werden Héandais(es) genannt.

## Geografie
Die Gemeinde Saint-Héand liegt etwa acht Kilometer nördlich der Innenstadt von Saint-Étienne. Umgeben wird Saint-Héand von den Nachbargemeinden Aveizieux im Norden, La Gimond im Nordosten, Fontanes im Nordosten und Osten, Sorbiers im Südosten, La Tour-en-Jarez und L’Étrat im Süden, La Fouillouse im Südwesten sowie Saint-Bonnet-les-Oules im Westen und Nordwesten.

## Geschichte
Die Gemeinde besteht seit dem 10. Jahrhundert. Gegründet worden sein soll sie der Legende nach vom heiligen Engendus (frz.: Saint Héand) durch die Stiftung eines Klosters, oder durch Pilger, die seine Relikte hierher brachten.

### Bevölkerungsentwicklung
| Jahr                       | 1962 | 1968 | 1975 | 1982 | 1990 | 1999 | 2006 | 2015 | 2022 |
| -------------------------- | ---- | ---- | ---- | ---- | ---- | ---- | ---- | ---- | ---- |
| Einwohner                  | 2317 | 2549 | 2980 | 3458 | 3625 | 3722 | 3699 | 3600 | 3684 |
| Quellen: Cassini und INSEE |      |      |      |      |      |      |      |      |      |

## Sehenswürdigkeiten
- Herrenhaus von Franz I.
- Schloss Saint-Héand
- Schloss Bouthéon
- Kirche Saint-Joseph
- Schloss Malleval
- Tor von Croton
- Gipfel des Pierre de la Bauche in 872 m Höhe

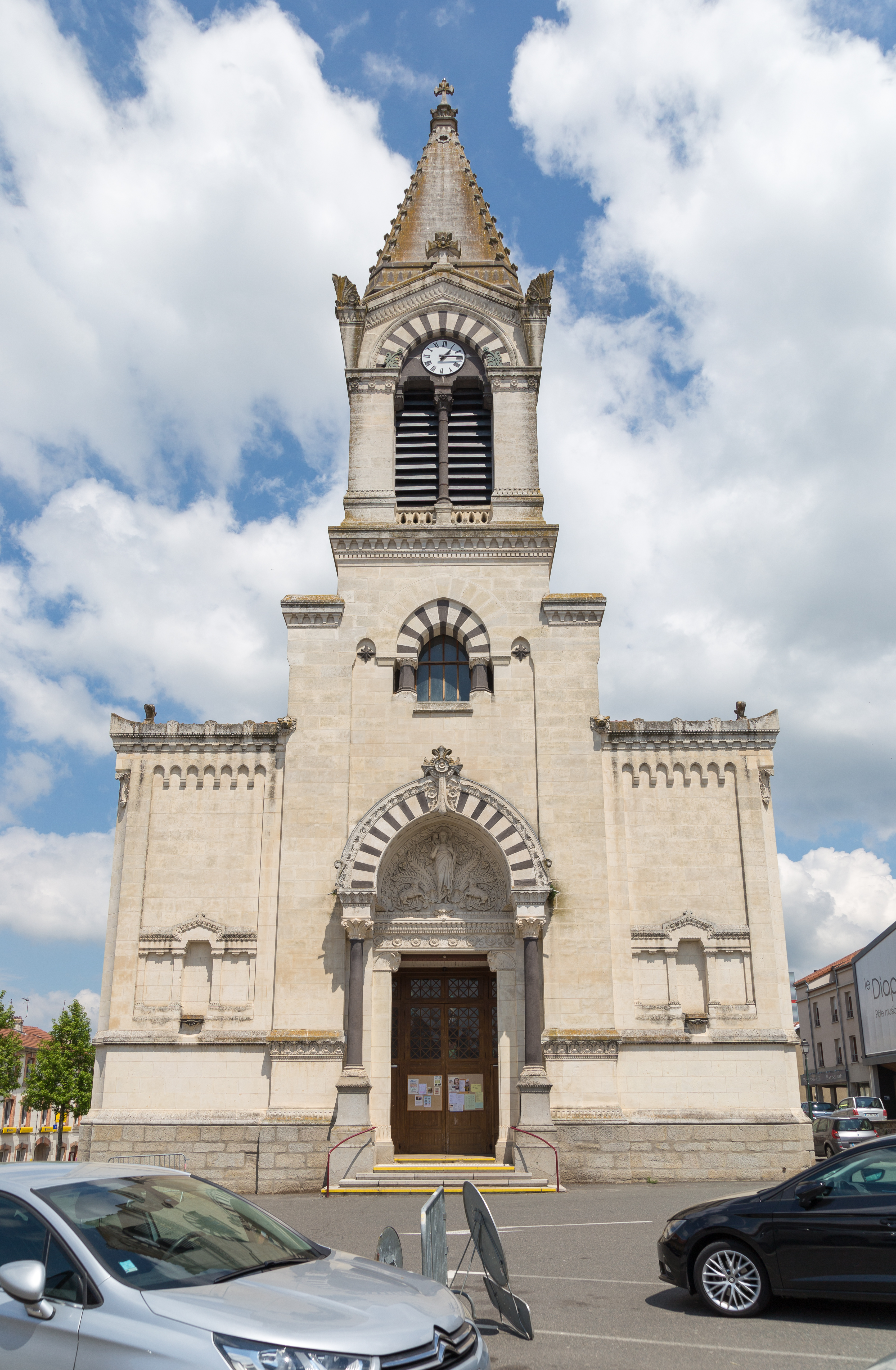
Kirche Saint-Joseph
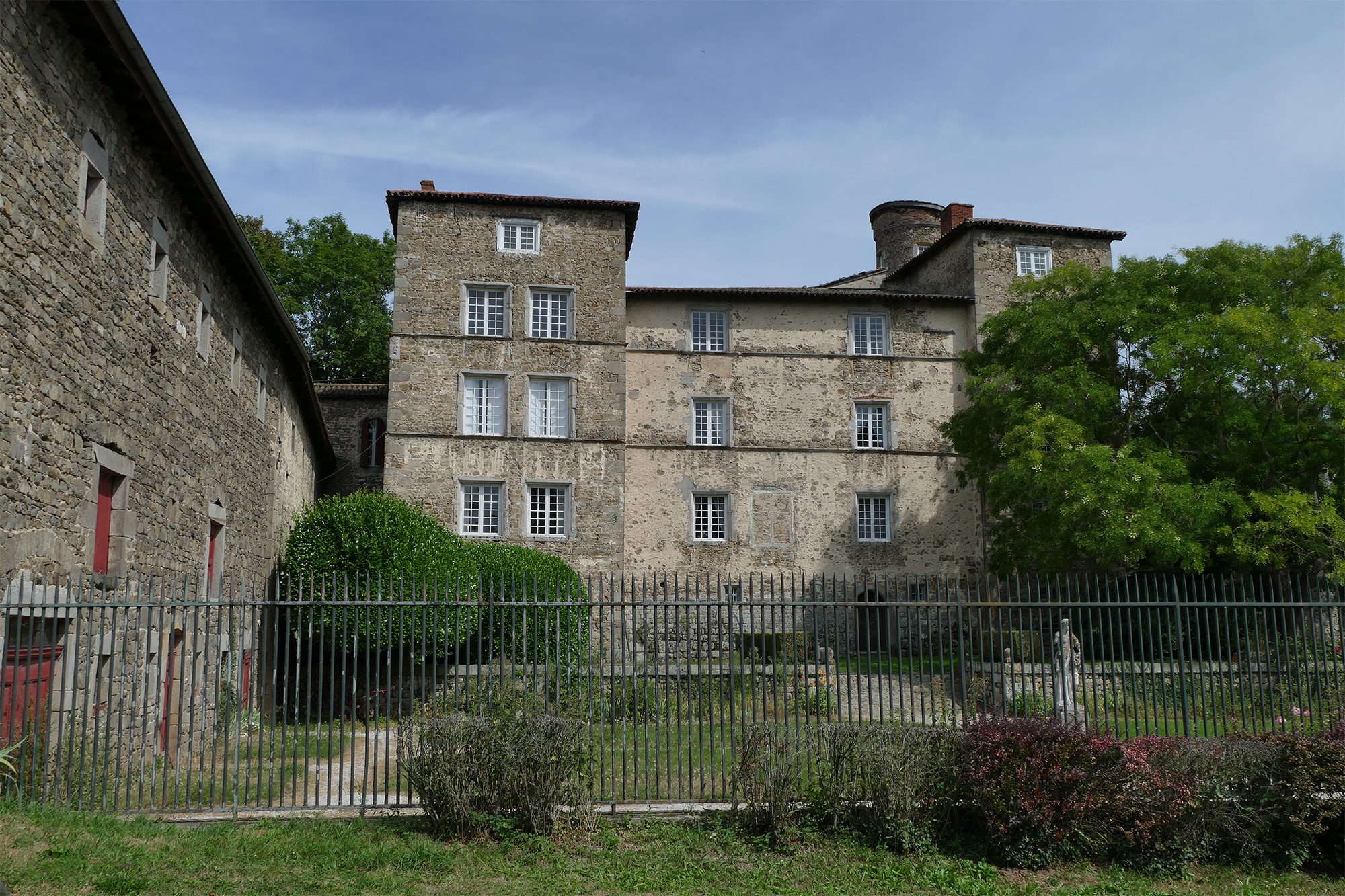
Schloss Malleval
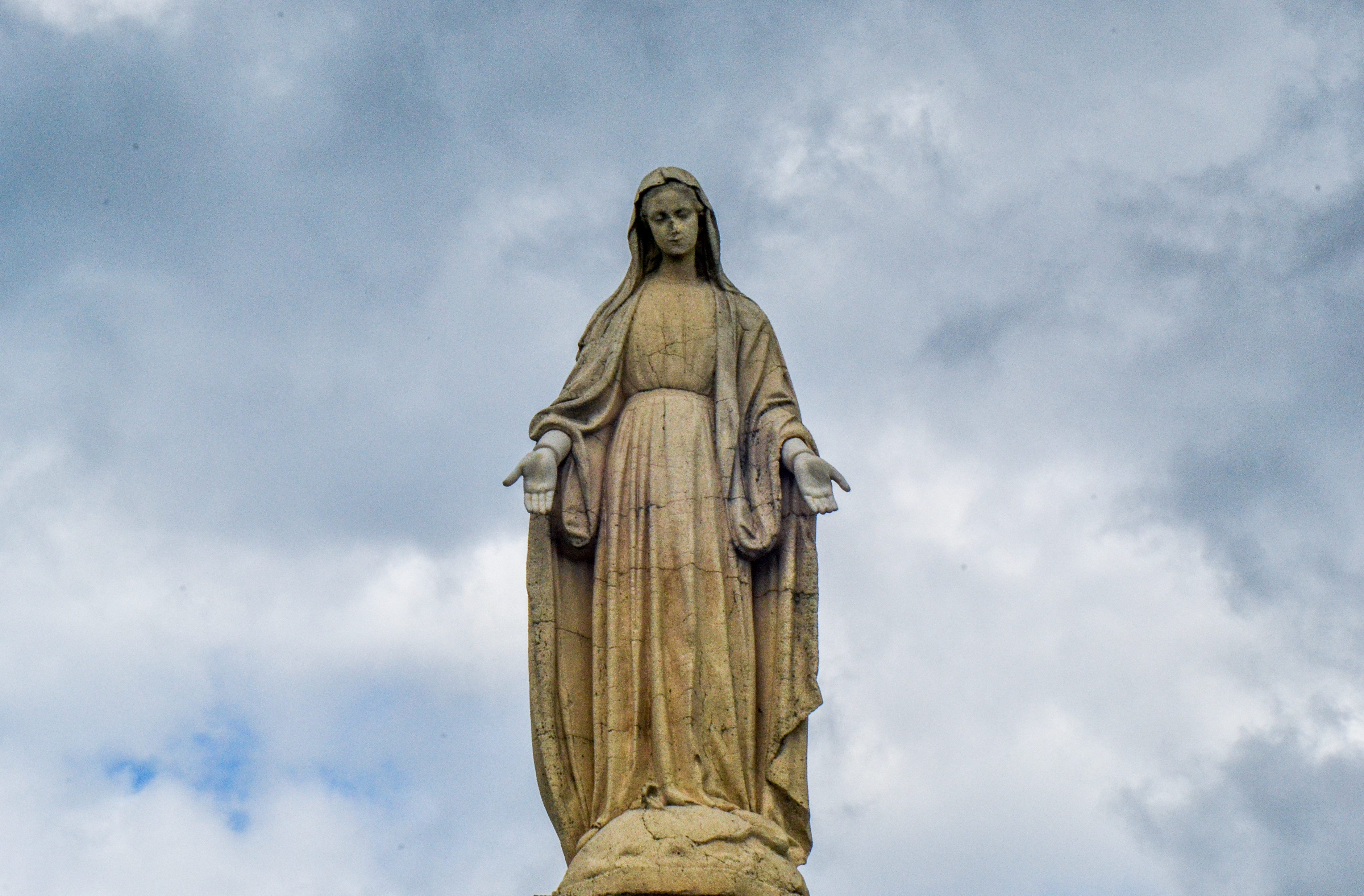
Marienstatue
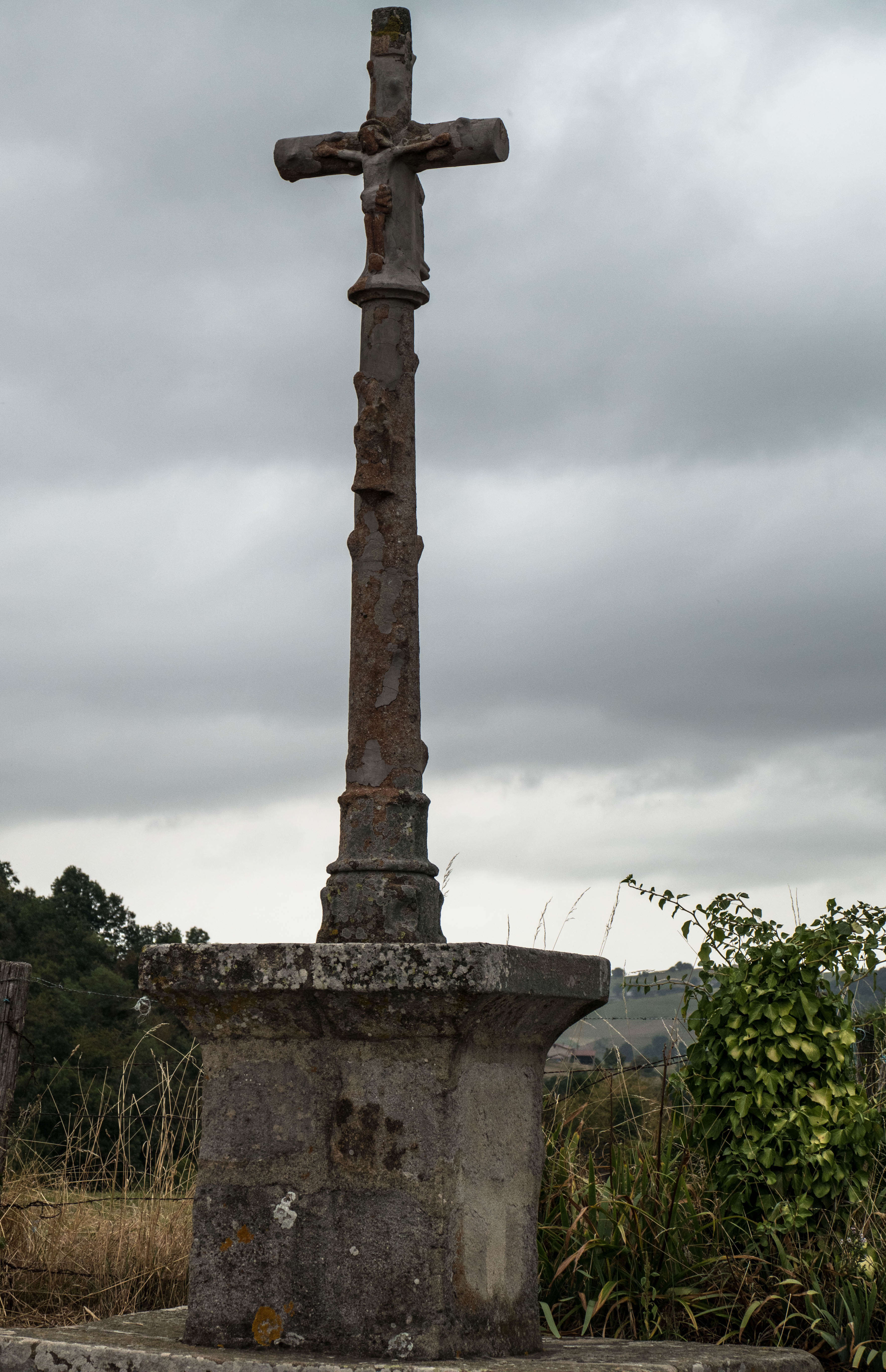
Monumentalkreuz Le Marthouret

## Gemeindepartnerschaft
Mit der deutschen Gemeinde Ingelfingen im baden-württembergischen Hohenlohekreis besteht seit 1991 eine Partnerschaft.

## Persönlichkeiten
- Pierre Angénieux (1907–1998), Mathematiker und Ingenieur, Unternehmensgründer (das Unternehmen Angénieux hat immer noch seinen Sitz in Saint-Héand)